# Tomasz Bagiński
Tomasz Bagiński (* 10. ledna 1976, Białystok, Polsko) je polský animátor, filmový režisér a ilustrátor.

## Život
Vystudoval Architekturu na Polytechnice ve Varšavě, od roku 1997 pracuje ve studiu Platige Image, je oceněn Řádem znovuzrozeného Polska. Autorský film Katedrála byl nominovaný na Oscara, kraťas Umění létat obdržel cenu BAFTA.
Prvním počinem je krátké animované video Déšť, které se podle slov Bagińskeho stalo vstupenkou do animačního studia Platige Image. Ve studiu se mimo vývoje vlastních snímků podílel např. na historickém filmu Quo Vadis, komedii Superprodukcja, na kraťasu Made in china pro RWB a na množství reklam. Mezi dlouhodobé projekty patří Hardkor 44, fantaskní celovečerní animovaný film o varšavském povstání v roce 1944.

## Filmografie

### Déšť
Animovanou prvotinou byl postapokalyptický deštivý tříminutový snímek, který svým nápadem, představeným v roce 1998, předběhl film Matrix. Ve videu se osamělý muž za deště prochází městem a užívá si to. Hudbu tvořil Eric Serra. Po střihu a za hudby Armstronga se reálie změní a představí tak svět z druhé strany.

### Katedrála
Katedrála (Katedra) je oceňovaný film (Cena za nejlepší krátký animovaný film festivalu Siggraph 2002, San Antonio; British Animation Festival; Animago; Artfutura; 43. Kraków Film Festival; Poznaň – Dětský filmový Festival; Tarnów Film Award), také s nominací na Oskara za rok 2003. Námětem šestiminutové počítačové 3D animace je novela polského spisovatele Jaceka Dukaja. Bagiński byl jediný kdo na filmu pracoval, s použitím software 3D Studio MAX byl film hotov za tři roky.

### Umění létat
Za filmový příběh z vojenského prostředí (Sztuka spadania) obdržel v roce 2005 Cenu poroty festivalu Siggraph a cenu Britské akademie filmového a televizního umění (BAFTA).

### Zaklínač
Filmové intro pro počítačovou RPG hru Zaklínač bylo nominováno na 2007 VES Awards (Visual Effects Society) v kategorii Outstanding Pre-Rendered Visuals in a Video Game (vizuální dílo vytvořené mimo hru). Za studio Platige Image dostali nominace Tomasz Bagiński (režie), Marcin Kobylecki, Grzegorz Kukus a Maciej Jackiewicz. Studio spolupracovalo s týmem asi 20 lidí, kdy rok vyráběli úvodní video pro hru.

### Akademie pana Kaňky
Vizualizace pro Akademia pana Kleksa vznikly v režii Tomka Bagińskeho a Wojciecha Kępczyńskiho. Jedná se o multimediální podívanou pro děti a rodiče, která vznikla na motivy populárního románu Jana Brzechwa. Tyto animace využívají koncept Borise Kudličky a promítají se na jeviště, kde spolupracují s herci. Divadelní hra měla premiéru v roce 2007.

### Sedm bran jeruzalémských
Spoluprací skladatele Pendereckého a animátora Bagińského na symfonii Sedm bran jeruzalémských (Siedem Bram Jerozolimy) vznikl počin, který získal cenu Český křišťál na 46. Mezinárodním televizním festivalu Zlatá Praha.
Jedná se o v pořadí sedmou symfonii polského skladatele Krysztofa Pendereckého. Symfonie Sedm bran jeruzalémských (1996) byla napsána – původně jako oratorium – na objednávku města Jeruzaléma u příležitosti tří tisíciletého výročí svatého města. První provedení se tedy konalo v Jeruzalémě začátkem ledna roku 1997 s mezinárodním obsazením sólistů, sborů a orchestru. Celá tato akce byla později, v roce 2008, zrealizována tak, aby spolu se sedmi sty hudebníky a zpěváky vystupovali zároveň i tanečníci, a to za mohutné podpory počítačové animace Tomasze Baginského a jeho týmu.
Aby se nám před očima diváka odehrával pád, požár a opětovné vzkříšení Jeruzaléma, jsou animace promítané na velkoformátová plátna visící v pozadí jeviště s tanečníky a samotné jeviště se nachází až za orchestřištěm. Animace jsou doplněny o záběry pohybujících se tanečníků, detailů tanečníků a nebo zpívajících sólistů. Záznam z této show dostal ocenění Český křišťál a byl roce 2009 nominován na cenu Emmy.

### Kinematograf
Animovaná povídka Kinematograf má původ u Mateusze Skutnika v komikové sérii Revoluce (Rewolucje), konkrétně v epizodě Monochrome. Video povídka obdržela ocenění Animago (2009).
V povídce se dovídáme o polském vynálezci Prószyńskim, který zkonstruoval první filmový přístroj a nazval jej pleograf. Už v roce 1895 natočil první krátké filmy. V následujících letech, po zdokonalování pleografu představil další inovace pod názvem biopleograf, kde zamezil nepříjemnému blikání a vibracím obrazu a zároveň byl vhodný pro promítaní filmů v kině. V roce 1907 ohlásil Prószyński patent na kinofon. Tento nový přístroj umožňoval synchronizaci obrazu a zvuku. V roce 1913 vyrobil první zvukový záznam.

### Animovaná historie Polska
Pro výstavu Expo 2010 v Šanghaji vytvořil reklamní video (Animowana historia Polski) mapující historii Polska od roku 966, kde ve zkratce mapuje hlavní milníky státu až právě po rok 2010. Rafał Wojtunik (Platige Image) režíroval část nazvanou Animovaný průvodce polského úspěchu (The Animated Guide to Polish Success).

Olejomalba Bitva o Grunwald od Jana Matejky

### Bitva u Grunwaldu
K 600 výročí bitvy u Grunwaldu režíroval klip na motiv stejnojmenné malby od Jana Matejka z roku 1878.

### Předsednictví EU
Režie 3D animace pro Polské předsednictví v Evropská unii pro půlroční období od 1. července 2011 ve výsledku vyzněla poněkud kontroverzně. Ve filmu tančí muž (Polsko) a žena (Evropa) tango. V jedné scéně však ženě chybí náhrdelník. Tato jednoduchá chyba vedla následně k reakci a označení Polska jako zloděje.

### Move Your Imagination
Na ITB Berlín se Polsko prezentovalo kampaní animovaných spotů. V jednom ze spotů představil režisér Bagiński Polsko jako pořadatelskou zemi EURA 2012. Barvami pomalovaný animovaný muž zde po vnitřní koncentraci vytváří sportovní stadióny.

### Zaklínač 2
Druhá spolupráce na populární hře Zaklínač 2: Vrahové králů přinesla nové úvodní video.

## Filmy
- Déšť (1998)
- Katedrála (2002)
- Umění létat (2004)
- Zaklínač (filmové intro) (2007)
- Sedm bran jeruzalémských (2009)
- Kinematograf (2010)
- Animovaná historie Polska (2010)
- Move Your Imagination - EURO 2012 UEFA (2011)
- Zaklínač 2 (filmové intro) (2012)